# Karl Walser (Regierungspräsident)
Karl Josef Maria Walser (* 22. Juni 1892 in Stuttgart; † 9. August 1982 ebenda) war ein deutscher Regierungspräsident.

## Leben
Karl Walser, Sohn eines Oberregierungsrats und katholischer Konfession, besuchte von 1900 bis 1906 das Karls-Gymnasium Stuttgart und danach bis zum Abitur 1910 das Wilhelmsgymnasium München. Er studierte Rechtswissenschaften in Tübingen, München und Würzburg. Er legte 1914 in München die erste und 1921 in Stuttgart die zweite höhere Justizdienstprüfung ab. 1919 wurde er in Würzburg promoviert. 
1921 trat er in die württembergische Innenverwaltung ein und wurde 1922 Amtmann beim Oberamt Ravensburg und dann bis 1924 Hilfsberichterstatter des Geschäftsteils VIII (Wohnungswesen). Nachdem er 1926 zum Regierungsrat befördert worden war, arbeitete er als Berichterstatter beim Geschäftsteil IV (Gemeinde- und Körperschaftssachen). 1931 wurde Walser Oberamtmann des Oberamts Ehingen. Er verlor dieses Amt nach der Machtübernahme der Nationalsozialisten und wurde im Technischen Landesamt in Ludwigsburg weiter beschäftigt, 1934 wurde er dort Oberregierungsrat. 1945 wurde er auf Anordnung der US-Militärregierung als Beamter entlassen, aber als Angestellter weiter beschäftigt. Ab 1951 war er Hauptberichterstatter im württembergisch-badischen Innenministerium und als Regierungsdirektor dann beim Technischen Landesamt. 1952 übernahm Walser für fünf Jahre die Aufgabe des Regierungspräsidenten im Regierungsbezirk Südwürttemberg-Hohenzollern in Tübingen. 1957 ging er in den Ruhestand.
Walser war Mitglied der katholischen Studentenverbindungen KDStV Aenania München und AV Guestfalia Tübingen. Er gehörte von 1919 bis 1933 der Zentrumspartei an, 1937 trat er in die NSDAP ein. 1957 erhielt er das große Bundesverdienstkreuz.